# Anna Margareta von Bragner
Anna Margareta von Bragner (1702 - Stockholm(?), 1772) was een journaliste en uitgeefster. Von Bragner was waarschijnlijk de eerste vrouwelijke journalist van Nederlandse afkomst, en een van de eerste Europese vrouwelijke journalisten.
Anna Margareta von Bragner is geboren in Nederland, vermoedelijk afkomstig van Franse voorouders (hugenoten). Ze trouwde rond 1735 met de Zweedse uitgever Peter Momma (1711-1772). Het paar leerde elkaar vermoedelijk in 1733 kennen tijdens het verblijf van Peter Momma in de Republiek der Nederlanden. Peter Momma was daarheen vertrokken om er zich in de boekdrukkunst te bekwamen. Momma was afkomstig uit een familie die in de zeventiende eeuw van de Republiek naar Zweden was geëmigreerd. Het paar kreeg samen drie kinderen; twee zoons en één dochter: Petter (1738-1758), Wilhelm (1740-1772) en Elsa (1744-1826). 
In 1737 richtte Momma zijn eigen uitgeverij op in Stockholm, waar zijn vrouw als hoofdredacteur en journalist een actieve rol in speelde. De uitgeverij groeide uit tot een succesvolle familieonderneming, met titels als het Stockholms Weckoblad (opgericht 1745). Von Bragner was tussen 1742 en 1754 hoofdredacteur van het populaire Franstalige nieuwsblad de Stockholm Gazette en auteur van het Zweedse tijdschrift Samtal emellan Argi Skugga och en obekant Fruentimbers Skugga. Nyligen ankommen til de döddas Rijke (Een dialoog tussen de schim Argus en de schim van een onbekende vrouw, zojuist aangekomen in het dodenrijk). Van dit blad waarin verlichte thema's werden bediscussieerd, verschenen tussen 1738 en 1739 tien afleveringen.